# Реджиналд Маккена
Реджиналд Маккена (на английски: Reginald McKenna, 1863 – 1943) е британски държавник и банкер, член на Либералната партия на Великобритания.
Избран в парламента през 1895 г. като либерал. Министър на образованието (1907 – 1908), военноморски министър (1908 – 1911) и министър на вътрешните работи (1911 – 1915) в кабинетите на Хенри Кембъл-Банерман и на Хърбърт Хенри Аскуит от Либералната партия. Като военноморски министър ускорява темпа на конструиране на линейни кораби и спомага за достигането на военноморско превъзходство на Великобритания пред останалия свят в началото на Първата световна война.
Като канцлер на хазната (1915 – 1916) в коалиционното правителство на Аскуит се противопоставя на въвеждането на военната повинност, налага нови данъци за приходи и вносни мита.
В края на 1916 г., когато настъпва края на мандата на Аскуит, преминава в опозицията. Губи своето депутатско място на всеобщите избори през 1918 г. и става президент на Мидландската банка през 1919 г. Остава на тази работа до смъртта си през 1943 г. През 1922 г. новият министър-председател Андрю Бонар Лоу се опитва да го убеди да се върне в политиката и да заеме пост в хазната, но Маккена отказва. През следващата година наследникът на Лоу, Стенли Болдуин, отправя отново покана към Маккена да влезе в правителството и този път Маккена е по-благосклонен. Той обаче иска да влезе в парламента като представител на Лондон и тъй като нито един от тогавашните депутати не отстъпва своето място, Маккена отказва.